# جان برونيه
جان برونيه (بالفرنسية: Jean Brunet)‏ هو باحث في الرومانسية وكاتب وشاعر فرنسي، ولد في 27 ديسمبر 1822 في أفينيون في فرنسا، وتوفي بنفس المكان في 23 أكتوبر 1894.